# Henri Cartier-Bresson
Henri Cartier-Bresson, francoski fotograf, * 22. avgust 1908, Chanteloup-en-Brie, † 3. avgust 2004, Montjustin.
Cartier-Bresson velja za očeta sodobne dokumentarne fotografije in je eden od pionirjev tako imenovane ulične fotografije. Leta 1947 je skupaj z Robertom Capo, Davidom Seymourjem, Williamom Vandivertom ter Georgem Rodgerjem ustanovil fotografsko agencijo Magnum Photos.